# Thorectes bankhaasi
Thorectes bankhaasi är en skalbaggsart som beskrevs av Edmund Reitter 1893. Thorectes bankhaasi ingår i släktet Thorectes och familjen tordyvlar. Inga underarter finns listade i Catalogue of Life.